# Sargassos
Els sargassos (Sargassum sp.) és un gènere de macroalgues planctòniques de la classe Phaeophyceae (algues marrons) en l'ordre Fucales. Les algues, que poden créixer en llarg diversos metres, són marrons o verd negroses i diferenciades en rizoides, estipes i làmina. Algunes espècies tenen vesícules plenes de gas per mantenir-se a flotació i promoure la fotosíntesi. Moltes tenen textures dures, que entrellaçades entre si i amb robusts però flexibles cossos, li ajuden a sobreviure a corrents forts.
Les espesses masses de sargàs proveeixen un ambient propici per a un distintiu i especialitzat grup d'organismes marins, molts dels quals encara es desconeixen. Els sargàs es troben comunament en els detrits de la platja, prop dels seus llocs de creixement en el mar, per la qual cosa se'n sol dir mala herba del Golf i, col·loquialment, mala herba de l'engany.
Les espècies de Sargassum es troben a les àrees tropicals del món, i és la més òbvia macròfita d'àrees costaneres on el sargàs està prop d'escull de coral. Les plantes creixen subsidiàriament enganxades al coral, a roques. En altres casos (per exemple en el Mar dels Sargassos) suren a la deriva poblacions immenses de sargassos.
Algunes algues d'aquest gènere són utilitzades com a aliment o com a suplement, com és el cas de l'alga Iziki (Sargassum fusiforme).